# カステル・ミラージュ -消えない蜃気楼-
『カステル・ミラージュ -消えない蜃気楼-』（カステル・ミラージュ　きえないしんきろう）は、宝塚歌劇団のミュージカル作品。宙組公演。形式名は「ミュージカル」。17場。
作・演出は小池修一郎。宝塚・東京における本公演と全国ツアーの併演作品は『ダンシング・スピリット!』。

## 公演期間と公演場所
- 2001年11月16日 - 12月25日（新人公演：12月4日）　宝塚大劇場[1][4]
- 2002年2月16日 - 3月24日（新人公演：2月26日）　東京宝塚劇場[2]
- 2002年4月27日 - 5月19日　全国ツアー[3]

### 全国ツアーの日程
- 4月27日・4月28日　広島郵便貯金会館[3]
- 4月29日　徳山市文化会館[3]
- 5月1日　九州厚生年金会館[3]
- 5月3日 - 5月7日　福岡市民会館[3]
- 5月9日　鳥取県立県民文化会館[3]
- 5月11日　守山市民ホール[3]
- 5月12日　ひこね市文化プラザ[3]
- 5月14日・5月15日　静岡市民文化会館[3]
- 5月16日　沼津市民文化センター[3]
- 5月18日・5月19日　神奈川県民ホール[3]

## 解説
※『宝塚歌劇100年史（舞台編）』の宝塚大劇場公演参考。
ニューヨークマフィアのレオナードは、新聞王のリチャードのパーティで幼馴染のエヴァに再会、二人は互いに惹かれ惹かれ合うようになる。レオナードは砂漠に豪華ホテルを建てる夢を、エヴァと共に実現しようとするが・・・。現在、カジノやホテルの街・ラスベガス。人気のない砂漠の村に、蜃気楼の宮殿（カステル・ミラージュ）ならぬ夢の街を作り出した男の愛と野望の物語を、スイングジャズに乗せて綴ったミュージカル。

## スタッフ
※氏名の後ろに「宝塚」、「東京」、「全国」の文字がなければ全劇場共通。「全国」とは全国ツアーのことである。
- 作曲・編曲：吉田優子[4]/甲斐正人[4]
- 音楽指揮：佐々田愛一郎（宝塚）[4]、清川知己（東京）[2]
- 録音音楽指揮：佐々田愛一郎（全国）[3]
- 振付[4]：前田清実/御織ゆみ乃/金森穣
- 装置：大橋泰弘[4]
- 衣装：有村淳[4]
- 照明：勝柴次朗（宝塚・東京）[4]、株式会社ハートス（全国）[3]
- 歌唱指導：楊淑美[4]
- 音響：加門清邦[4]
- 小道具：伊集院撤也[4]
- 効果：扇野信夫（宝塚・全国）[4]、関根海里（東京）[2]
- 演出助手：植田景子[4]
- 振付助手：田井中智子[4]
- 装置助手：國包洋子[4]
- 舞台進行：森田智広（宝塚・東京）[4]、山崎芳雄（全国）[3]
- 舞台美術製作：株式会社宝塚舞台[4]
- 演奏：宝塚歌劇オーケストラ（宝塚）[4]
- 録音演奏：宝塚歌劇オーケストラ（全国）[3]
- 演奏コーディネート：株式会社内藤音楽事務所（東京）[2]
- 制作[4]：北野靖/木村康久
- 演出担当（新人公演）：植田景子[2][4]

## 特別出演
※氏名の後ろの（）は2001、2002年当時の所属組。

### 宝塚の本公演
- 湖月わたる（専科）[4]
- 伊織直加（専科）[4]
- 成瀬こうき（専科）[4]

### 全国ツアー
- 磯野千尋（専科）[3]

## 全国ツアーにおける休演者
- 峰華ひさり（4月28日から）[3]

## 主な配役
※氏名の後ろに「宝塚」、「東京」、「全国」の文字がなければ全劇場共通。「全国」とは全国ツアーのことである。
宝塚・東京における本公演と全国ツアー
- レオナード・ルビー - 和央ようか[4]
- エヴァ=マリー - 花總まり[4]
- リチャード・テイラー - 湖月わたる（宝塚）[4]、樹里咲穂（東京）[2]、久遠麻耶（全国）[3]
- アントニオ - 伊織直加（宝塚・東京）[4]、磯野千尋（全国）[3]
- フランク - 成瀬こうき（宝塚・東京）[4]、寿つかさ（全国）[3]
- ジョー・ガーナー - 水夏希[4]
- パティ - 彩乃かなみ[4]
- クラディオ・ディ・ステファーノ - 大峯麻友[4]
- ジュリエッタ - 陵あきの（宝塚・東京）[4]、出雲綾（全国）[3]

宝塚・東京における新人公演
- レオナード - 椿火呂花[4]
- エヴァ=マリー - 彩乃かなみ[4]
- リチャード - 遼河はるひ[4]
- アントニオ - 夢大輝[4]
- フランク - 速水リキ[4]
- ジョー - 華宮あいり[4]
- パティ - 美羽あさひ[4]
- ステファーノ公爵 - 苑みかげ[4]
- ジュリエッタ - ふづき美世[4]